# Girov
Girov è un comune della Romania di 5 140 abitanti, ubicato nel distretto di Neamț, nella regione storica della Moldavia. 
Il comune è formato dall'unione di 9 villaggi: Boțești, Căciulești, Dănești, Doina, Girov, Gura Văii, Popești, Turturești, Verșești.
Nel 2003 si sono staccati dal comune di Girov i villaggi di Bălușești e Dochia, andati a formare il nuovo comune di Dochia.